# Georg Schödl
Georg Schödl (* 22. August 1899 in München; † 5. April 1981 in Eggstätt) war ein deutscher Presse- und Kriegsfotograf.

## Leben
Nach einer Lehre als Fotograf nahm Georg Schödl am Ersten Weltkrieg teil und kam 1918 in französische Kriegsgefangenschaft.

### Deutsches Reich 1933 bis 1945
Ab 1933 war Georg Schödl in München als freier Pressefotograf – meistens für die Abendzeitung – tätig. Bei seinen Fotos nehmen Bilder von Kunstveranstaltungen, Porträts bekannter Maler und Bildhauer einen großen Platz ein. Er dokumentierte mit seinen Fotografien zahlreiche Kunstveranstaltungen im süddeutschen und österreichischen Raum. Rund 40 Jahre hat er sich einen Namen durch die Dokumentation der Münchener Stadtgeschichte gemacht.
Im Zweiten Weltkrieg wurde er ab 1939 als Kriegsfotograf in der Funktion eines Sonderführers in einer Luftwaffen-Kriegsberichter-Kompanie (Propagandatruppe) eingesetzt. Der Historiker Bernd-A. Rusinek beschreibt in seiner Dissertation Gesellschaft in der Katastrophe. Terror, Illegalität, Widerstand – Köln 1944/45 ein Ereignis, als Schödl bei der Rückkehr von der Aachen-Front am 25. Oktober 1944 in Köln-Ehrenfeld aufgrund einer Menschenansammlung zufällig Zeuge der Hinrichtung der vom NS-Regime zur Zwangsarbeit nach Deutschland verschleppten Polen und Sowjetbürger wurde und das Ereignis fotografisch dokumentierte. Die Aufnahmen dienten später den Ermittlungen zur Aufklärung des Ereignisses sowie der Hinrichtung von Mitgliedern der Ehrenfelder Gruppe am 10. November 1944 durch die Gestapo und die SS. Die Fotos befinden sich im Bestand der Bildagentur für Kunst, Kultur und Geschichte. Dem Krieg entkam Schödl 1945 unverletzt.

### Nach 1945
Ab 1946 begann er wieder in München für die Abendzeitung und die Süddeutsche Zeitung als freier Pressefotograf zu arbeiten. Auch für den Spiegel lieferte er Fotos. Den Angaben zu einem von ihm gefertigten Porträtfoto des Künstlers Adolf Gerhard im Bestand des Deutschen Kunstarchivs ist seine Anschrift unter Alramstraße 27a im Stadtteil Sendling um 1955 angegeben.
Schödl starb 1981 in Eggstätt/Chiemsee und wurde auf dem Alten Waldfriedhof in München in der Familiengruft ohne weitere Inschrift beigesetzt.

## Rezeption
Es existieren bis heute hunderte von Schödls Fotos in den Zeitungsarchiven sowie rund 80.000 Fotografien im Stadtarchiv München. Seine Fotografien aus der Zeit des Dritten Reiches bilden zusammen mit den Nachlässen der Fotografen Kurt Huhle, Wilhelm Nortz, Maria Penz und Heinz Valérien dort den Bestand „NS-Pressefotografie“ des Münchner Stadtarchivs, der insgesamt rund 50.000 Aufnahmen umfasst.
Im Besitz des Theatermuseums Wien befinden sich zwei seiner Fotos von Harald Kreutzberg, eines davon in Zusammenarbeit mit Otti Zacharias entstanden.
Viele seiner Fotos dienten Kunsthistorikern und Historikern im Rahmen ihrer Forschungsarbeit sowie der Illustration von Publikationen. Die Kunsthistorikerin Birgit Jooss beschreibt Schödls im Stadtarchiv München erhaltenen Aufnahmen vom Guss, vom Transport und von der Aufstellung der Amazonen-Großplastik vor dem Eingangsportal der Villa Stuck in den Jahren 1935/36 als „spektakulär“, da anhand von Schödls auf der Rückseite der Fotos taggenauen Dokumentation hervorgeht, dass mindestens zwei Statuen gegossen wurden. Auch der Kunsthistoriker Karl Arndt zog Schödls Fotos von der 1937 in München veranstalteten Ausstellung „Entartete Kunst“ als Hilfsmittel für seine Recherchen zum Thema heran.

## Werke (Auswahl)
Porträts:
Liesl Karlstadt (1951), Käthe Kruse (1950er Jahre), Bernhard Wicki (1951), Johannes Mario Simmel (1953), Eugen Roth (1955), Gabriele Münter (1957), Rupert Stöck (1959), Hans Dürrmeier (1960er Jahre), Albert Speer jr. (1966), Oskar Kokoschka (1971), Alvar Aalto (1960er Jahre) sowie undatierte Porträts von Benny Goodman, Carolin Reiber, Wolfgang Neuss, Elvis Presley, Henry Moore, Mohamed Mossadegh, Sir Georg Solti vor einem aufgeschlagenen Notenheft, Karl Böhm, Hans Knappertsbusch. 
Pressefotografien, Zeitgeschichte:
- Wolfgang Wagner, 1919
- T-Modell von Ford, 1923
- KdF-Segelschule in Dießen am Ammersee, 1937
- Blick auf die Dada-Wand, Ausstellung „Entartete Kunst“, 1937
- Exekution von sowjetischen und polnischen Zwangsarbeitern, Köln-Ehrenfeld, 25. Oktober 1944 (Bildagentur für Kunst, Kultur und Geschichte)
- Theodor Heuss und Kardinal Faulhaber, München 1949
- Prinzessin Alice in München, 1951
- Flüchtlinge bei ihrer Ankunft in Bayern, 1952
- Siedlung am Sperlingweg in München-Freimann, 1952
- Franz Josef Strauß beim Fahrradfahren bei Rott am Inn, ca. 1960
- Passionsspiele Oberammergau, 1960er Jahre
- Orient-Express, 1961
- König Mohammed Zahir auf der Zugspitze, 1963
- Karlsplatz (Stachus), Umbau 1967
- Helmut Winter peilt mit seinem Knödel-Katapult einen Tiefflieger an (Pasinger Knödelkrieg), 1967
- Künstlerkneipe „Simplizissimus“ in München, undatiert